# ダイニュス・アドマイティス
ダイニュス・アドマイティス（Dainius Adomaitis、1974年1月19日 - ）は、リトアニア出身の元バスケットボール選手、指導者。Bリーグ1部のアルバルク東京のヘッドコーチを務める。
アルバルク東京のホームページでは「デイニアス・アドマイティス」と表記されているが、これは英語での発音に基づく表記であり、リトアニア語の本来の名は「ダイニュス」が正しい。

## 経歴

### 選手として
リトアニアのヴィリニュスのBCスタティーバ（BCリータスの前身）でプレイしたのち、カウナスのBCジャルギリスに移籍。ジャルギリス在籍時の1998年にユーロカップ優勝、99年にユーロリーグ優勝を果たす。その後はリトアニア国外でプレイし、2009年8月に引退した。

### 指導者として
2009年より指導者として活躍。
2014年8月1日、ウテナのBCユヴェントゥスと1年契約を結ぶ。
2015年6月30日、クライペダのBCネプトゥーナスと2年契約を結ぶ。
2016年10月25日、リトアニア代表のヘッドコーチとなった。
2019年9月8日に代表のヘッドコーチを辞任。
2018年6月22日、ヴィリニュスのBCリータスと2年契約を結ぶ。
2021年1月中旬、ハポエル・エルサレムBCのヘッドコーチに就任。しかし、3カ月足らずで解任された。
2021年12月末、クライペダのBCネプトゥーナスと2年半の契約を結ぶ。
2022年、アルバルク東京と契約。